# Синдром навченої безпорадності
Вивчена безпорадність (англ. learned helplessness), також придбана, набута або завчена безпорадність — теорія, за якою людина або тварина після певних обставин більше не робить спроб для поліпшення свого стану (не намагається уникнути негативних стимулів або отримати позитивні), хоча має таку можливість. Була переглянута у 2016 році і спростована, завдяки новим дослідженням. За цією теорією, такий стан зазвичай з'являється після декількох невдалих спроб впливати на негативні обставини середовища (або уникнути їх) і характеризується пасивністю, відмовою від дії, небажанням змінювати вороже середовище або уникати його, навіть коли з'являється така можливість. У людей, згідно з рядом досліджень[джерело?], супроводжується втратою почуття свободи і контролю, зневірою в собі та в можливостях щось змінити, пригніченістю, депресією і навіть прискоренням настання смерті. Теорію висунув американський психолог Мартін Селігман 1967 року. Сьогодні вважається, що безпорадності не навчаються — це вроджений рефлекс, який можна подолати.

## Історія

### Передумови
У 1964 році Мартін Селігман брав участь в серії експериментів над собаками в психологічній лабораторії Пенсільванського університету.
Експерименти ставилися за схемою класичного обумовлення Павлова, частина їх полягала в тому, щоб сформувати у собак умовний рефлекс страху на звук високого тону. Як негативне підкріплення використовувався несильний, але чутливий удар електричного струму, який собаки, сидячи в клітках, відчували після того, як чули звук.
Після декількох стимуляцій клітки відкрили, щоб перевірити, чи почали собаки боятися звуку. Експериментатори очікували, що через сформований рефлекс страху собаки тікатимуть, почувши високий звук, щоб уникнути удару струмом. Проте, всупереч очікуванням, собаки не тікали. Вони лягали на підлогу і скиглили, але не робили ніяких спроб втекти, хоча у відкритих ящиках це було нескладно. Результат ніяк не узгоджувався з панівним на той час у психології біхевіоризмом.
Спостерігаючи несподівані результати експерименту, Мартін припустив, що, можливо, собаки не намагаються уникнути удару струмом не через відсутність страху — з їх поведінки було очевидно, що вони очікують удару — а тому, що в ході експерименту вони кілька разів спробували уникнути його, але оскільки це не вийшло, вони звикли до його неминучості. Інакше кажучи, собаки «навчилися безпорадності».

### Експеримент
Селігман вирішив самостійно перевірити своє припущення і в 1967 році знову використав схему Павлова для експериментального вивчення природи безпорадності. Разом з колегою Стівеном Майєром він розробив схожу схему експерименту з ударом струмом, але вже з участю трьох груп собак.
Першій групі надавалася можливість уникнути больового впливу: натиснувши носом на спеціальну панель, собака цієї групи міг відключити живлення системи, що викликає удар. Таким чином, він міг контролювати ситуацію, його реакція мала значення.
У другої групи відключення шокового пристрою залежало від дій першої групи. Ці собаки отримували той же удар, що й собаки першої групи, але їх власна реакція не впливала на результат. Больовий вплив на собаку другої групи припинявся тільки тоді, коли на кнопку відключення натискав  собака першої групи.
Третя група собак (контрольна) удару взагалі не отримувала.
Протягом деякого часу дві експериментальні групи собак піддавалися дії електрошоку рівної інтенсивності рівною мірою і протягом однакового часу. Єдина відмінність полягала в тому, що одні з них могли легко припинити неприємний вплив, а інші встигали переконатися в тому, що не можуть вплинути на неприємності.
Після цього всі три групи собак були поміщені в ящик з перегородкою, через яку будь-який з них міг легко перестрибнути, і таким чином втекти від електрошоку.
Саме так і робили собаки з групи, яка мала можливість контролювати удар. Легко перестрибували бар'єр собаки контрольної групи. Однак собаки з досвідом неконтрольованих неприємностей бігали ящиком, а потім лягали на дно і, скиглячи, переносили удари струмом все більшої і більшої сили.
Селігман і Майєр зробили висновок про те, що безпорадність викликають не самі по собі неприємні події, а досвід неконтрольованості цих подій. Жива істота стає безпорадною, якщо звикає до того, що від її активних дій нічого не залежить, неприємності відбуваються самі по собі і на їх виникнення впливати ніяк не можна. Перші експерименти Мартіна отримали широку популярність, були опубліковані солідними психологічними журналами.
У 1976 році Селігман отримав за свою теорію вивченої безпорадності премію Американської психологічної асоціації.

## Продовження досліджень

### Контроль і його вплив на здоров'я людей похилого віку
Вивчення безпорадності, контролю та впливу на психіку людини продовжили в 1976 році психологи Еллен Джейн Лангер і Джудіт Роден, провівши дослідження в будинку для літніх людей Арден-Хауз в штаті Коннектикут, що стало згодом знаменитим.
Для проведення дослідження Лангер і Родін випадково вибрали два поверхи будинку для літніх людей, мешканці яких стали учасниками експерименту. Таким чином в експериментальну групу увійшло 8 чоловіків та 39 жінок (четвертий поверх), в контрольну — 9 чоловіків та 35 жінок (другий поверх), всього 91 людина.

#### Хід експерименту
Експериментатори домовилися з адміністрацією закладу про два типи експериментальних умов. Коротко їх можна описати так: жителям четвертого поверху надавалася збільшена відповідальність за себе і свій спосіб життя, жителям другого поверху залишали можливість вести звичайний для пацієнтів будинку спосіб життя, в оточенні уваги і турботи персоналу.
Мешканцям другого поверху на першому зібранні дали стандартну інструкцію: Жителям четвертого поверху було сказано наступне: Таким чином групі четвертого поверху (експериментальної) була надана можливість робити вибір і контролювати ситуацію з різних життєвих питань. Мешканцям другого поверху (контрольній групі) було сказано ніби те ж саме, проте з повідомлення було зрозуміло, що більшість рішень, що стосуються їх життя будуть приймати не вони, а керівництво. Експеримент тривав три тижні, протягом яких адміністрація та персонал чітко дотримувалися заявленої політики на обох поверхах. Після закінчення терміну серед пацієнтів були проведені опитування, що вимірювали задоволеність власним життям, крім того медперсонал провів опитування щодо активності, товариськості, загального тонусу, харчування і звичок пацієнтів. Також замірялось, скільки людей з кожної групи вирішили подивитися фільм, і скільки з них вирішили взяти участь у нескладному змаганні (вгадати кількість цукерок у великій банці).

#### Результати
Відмінності між двома групами виявилися експериментально значущими. Так, середній коефіцієнт рівня щастя від'ємного значення -0,12 у «групи другого поверху» протиставлявся середній оцінці +0,28 у «групи четвертого поверху» (за особистими повідомленнями пацієнтів). Поліпшення стану пацієнтів за оцінками медсестер у експериментальної групи показало +3,97 проти -2,39 у контрольній. Значно відрізнявся також час, витрачений на спілкування з іншими пацієнтами, бесіди з персоналом, а також пасивне спостереження за персоналом (останній критерій показав -2,14 у експериментальної групи проти +4,64 у контрольній).
Оцінки фактичної поведінки мешканців також підтвердили припущення про позитивний вплив контролю та можливості впливати на своє життя. Більша кількість учасників експериментальної групи подивилися кінофільм і взяли участь у грі на відгадування (10 проти одного). Зроблений дослідниками висновок свідчив, що деякі негативні явища, що супроводжують старіння (втрата пам'яті, зниження тонусу), ймовірно, пов'язані з втратою можливості контролювати власне життя, а значить, їх можна запобігти, повернувши літнім людям право приймати рішення і відчувати свою компетентність.

#### Продовження спостережень
Через півроку після дослідження Лангер і Родін повернулися в Арден-Хауз, щоб зробити ще один вимір і з'ясувати, чи триває експериментальна дія. Оцінки медсестер показали, що випробовувані з групи із збільшеною відповідальністю продовжують перебувати в кращому стані: загальна середня оцінка для них становила 352,33 проти 262,00 у контрольній. Також було відзначено невеликі поліпшення здоров'я у експериментальної групи і погіршення у контрольній. І нарешті, за інтервал часу, що пройшов з моменту першого дослідження, 30 % учасників контрольної групи померло, тоді як з числа учасників експериментальної пішло з життя 15 %. На підставі отриманих результатів адміністрація Арден-Хауза ухвалила рішення й далі заохочувати прагнення пацієнтів до контролю за власним життям.
Подальші дослідження літних людей іншими психологами дозволили також припустити, що в жорстких умовах неможливості вибирати, пацієнти можуть проявляти саморуйнівну поведінку (відмовлятися від їжі і ліків), бо це єдине, що вони ще можуть обирати.

### Вплив контролю на тривожність
В інших експериментах було виявлено вплив контролю (його відсутність) і на інші аспекти психічного стану людини. Прикладом буде, переповнений ліфт, який суб'єктивно сприймається як вільніший і викликає меншу тривогу у тих пасажирів, які стоять ближче до контрольної панелі. В іншому дослідженні дві групи людей повинні були вирішувати завдання при сильному шумі. Одна з них ніяк не могла впливати на шум, інший же було сказано, що вони зможуть відключити звук в будь-який момент, але їх просять не вимикати, якщо вони ще можуть терпіти його. Друга група впоралася із завданнями значно успішніше.